# Nassim Amaarouk
Nassim Amaarouk (Rotterdam, 1 april 1996) is een Nederlands voetballer die bij voorkeur als middenvelder uitkomt. 

## Clubcarrière

### N.E.C.
Amaarouk speelde in de jeugdopleiding van RVVH, FC Dordrecht, SC Feyenoord en BVV Barendrecht In 2011 kwam hij in de jeugdopleiding van N.E.C. terecht. In aanvang van het seizoen 2015/16 werd Amaarouk door trainer Ernest Faber bij de eerste selectie gehaald. Hij kwam echter niet tot een officieel debuut voor N.E.C. Het seizoen erop werd hij door de nieuwe trainer Peter Hyballa weer naar de A1 gestuurd. Aan het einde van het seizoen 2016/17 werd zijn contract bij NEC echter niet verlengd.

### Achilles '29
Op 31 januari 2017 werd hij, om speelminuten te maken, tot het einde van het seizoen verhuurd aan Achilles '29, dat uitkomt in de Eerste divisie. Amaarouk debuteerde op 6 februari, in een thuiswedstrijd tegen FC Eindhoven als invaller na 82 minuten voor Freek Thoone.

### Helmond Sport en amateurvoetbal
Amaarouk  verbond zich in augustus 2017 na een stage op amateurbasis aan Helmond Sport. De Rotterdammer kon niet rekenen op speeltijd en verliet de club na enkele maanden alweer. Eind augustus 2018 vond Amaarouk in vv Capelle, dat uitkomt in de Zaterdag Hoofdklasse A, een nieuwe club. Vanaf medio 2019 speelt hij voor BVV Barendrecht, waar hij na 1 seizoen weer vertrok.

## Clubstatistieken
| Seizoen                                | Club            | Competitie      | Competitie | Competitie |
| Seizoen                                | Club            | Competitie      | Wed.       | Dlp.       |
| -------------------------------------- | --------------- | --------------- | ---------- | ---------- |
| 2015/16                                | N.E.C.          | Eredivisie      | 0          | 0          |
| 2016/17                                | N.E.C.          | Eredivisie      | 0          | 0          |
| 2016/17                                | → Achilles '29  | Eerste divisie  | 12         | 0          |
| 2017/18                                | Helmond Sport   | Eerste divisie  | 0          | 0          |
| Carrière totaal                        | Carrière totaal | Carrière totaal | 12         | 0          |
| Bijgewerkt tot en met 15 augustus 2017 |                 |                 |            |            |